# Filipov (Čáslav)
Filipov (německy Phillipsdorf) je část města Čáslav v okrese Kutná Hora. Nachází se asi 2,5 kilometru jihovýchodně od Čáslavi.
Filipov leží v katastrálním území Filipov u Čáslavi o rozloze 2,96 km².

## Historie
První písemná zmínka o hospodářském dvoru Šintlochy, který vesnici předcházel, pochází z roku 1368.

## Pamětihodnosti
Zámek ve Filipově založil Filip Nerius Krakovský z Kolovrat. Původně barokní budova vznikla přestavbou starší kaple, ale dochovaná podoba je výsledkem novogotické přestavby z let 1863–1865.

## Osobnosti
V 80. letech 19. století tu jako hospodářský správce pracoval Jan Hendrich (1845–1926), činný též jako předseda muzejního spolku v Čáslavi a amatérský archeolog. Během svého pobytu vydal mimo jiné spis Panství Filipovské : kostel sv. Kříže u Ronova (1885).